# Golden Bay (Malta)
Golden Bay – zatoka z piaszczystą plażą o tej samej nazwie, o krystalicznie czystej wodzie, położona w Mellieħa, na północnym skraju Malty. Dominują płytkie wody. 

## Atrakcje na miejscu
Jedną z najpopularniejszych plaż wśród turystów na Malcie posiada udogodnienia takie jak: kawiarnio-restaurację, wynajem leżaków i parasoli, wynajem sprzętów do uprawiania sportów wodnych, w tym do jazdy na nartach wodnych i paralotniarstwa. Odbywają się tu również przejażdżki bananem wodnym (Banana boat). 

## Atrakcje w okolicy
W okolicy Golden Bay można spotkać wiele atrakcji turystycznych, takich jak Wieża Świętej Agaty, posiadający punkt widokowy na okolicę oraz Sanktuarium Matki Bożej, w skład której wchodzi jeden z najważniejszych kościołów na Malcie, znajdujący się w miejscowości Mellieħa na Malcie.
Ze szczytu klifu przy południowym krańcu plaży roztacza się widok na wieżę Għajn Tuffieħa, do której można dotrzeć pieszo
.
W pobliżu znajduje się rezerwat przyrody Għadira, w którym dominują ptaki wodne, będące pod ochroną.

## Bezpieczeństwo
W odległości kilkunastu metrów od plaży woda w morzu jest płytka.
Ratownicy i inni pracownicy Malta Tourism Authority są obecni na plaży codziennie w okresie od 15 czerwca do 15 września.

## Pogoda
Optymalne warunki pogodowe w zatoce występują od maja do października, gdy maksymalna temperatura powietrza przeważnie przekracza 25°C, a woda w sezonie wakacyjnym nagrzewa się do temperatury 23°C. Latem panuje sucha, słoneczna i spokojna pogoda. Opady są rzadkie.

## Dojazd
Plaża znajduje się niedaleko drogi do Cirkewwy, jednym z głównych szlaków komunikacyjnych na Malcie. Wzdłuż ciągnącej się głównej drogi można zaparkować samochód lub wysiąść na jednym z przystanków usytuowanych tuż przy wybrzeżu lub nieco dalej w miejscowości Mellieħa.
Główne trasy autobusowe:
- Z jednostki administracyjnej Saint Paul’s Bay w okolice zatoki - linie autobusowe nr 223, 225 (dojazd 20-30 minut)
- Ze Sliemy i St. Julians w okolice zatoki – linia autobusowa nr 225 (czas jazdy 50-60 minut)
- Z lotniska do miejscowości Mellieħa – linia X1 (czas jazdy: ok. 1 godziny)
- Z Valletty do miejscowości Mellieħa – linie autobusowe nr 41, 42, 49 i 250 (dojazd w ok. 50 minut)
- Z Cirkewwy, dokąd kursuje prom z wyspy Gozo do miejscowości Mellieħa - linie autobusowe nr X1, 41, 42, 101, 221, 222